# Fairfield Bay
Fairfield Bay é uma cidade localizada no estado americano de Arkansas, no Condado de Cleburne e Condado de Van Buren.

## Demografia
Segundo o censo americano de 2000, a sua população era de 2460 habitantes.
Em 2006, foi estimada uma população de 2519, um aumento de 59 (2.4%).

## Geografia
De acordo com o United States Census Bureau, a localidade tem uma área de 39,3 km², sem área coberta por água. Fairfield Bay localiza-se a aproximadamente 313 m acima do nível do mar.

## Localidades na vizinhança
O diagrama seguinte representa as localidades num raio de 32 km ao redor de Fairfield Bay.